# Aleksandr Álov
Aleksandr Aleksándrovich Álov (en ruso: Алекса́ндр Алекса́ндрович А́лов, apellido de nacimiento Lápsker -Ла́пскер-; Járkov, 26 de septiembre de 1923-Moscú, 12 de junio de 1983) fue un director de cine, guionista y pedagogo soviético. Fue premiado el Premio Estatal de la URSS (1985) y condecorado como Artista del Pueblo de la URSS (1983).

## Biografía
Aleksandr Aleksándrovich Lápsker nació el 26 de septiembre de 1923 en Járkov, en la República Socialista Soviética de Ucrania. Durante la Gran Guerra Patria organizaba los entretenimientos artísticos amateur del regimiento. Fue herido en la cabeza.
En 1951 finaliza sus estudios en la facultad de la Universidad Pansoviético Guerásimov de Cinematografía, donde asistió a las lecciones magistrales de Igor Sávchenko.
Entre los años 1951 y 1957 ejerció como director de los Estudios de Cine A. P. Dovzhenko, y desde 1957, director de los Estudios Mosfilm. En 1971 dirigió, junto a Vladímir Naúmov el espectáculo Toots, otros y el mayor de István Orkény, en el teatro Sovrémennik de Moscú. La colaboración con Naúmov se prolongó durante veinticinco años (sobre ello habla la película Alov (1985) de Naúmov), y ambos dirigieron desde 1980 un taller cinematográfico de la Universidad Guerásimov.
Falleció el 12 de junio de 1983 en Riga. Sus restos descansan en el cementerio de Vagánkovo de Moscú.

## Filmografía

### Director
- 1954 — La juventud inquieta (Тревожная молодость).
- 1956 — Pável Korchaguin (Павел Корчагин)
- 1958 — Viento (Ветер)
- 1961 — El mundo entrante (Мир входящему)
- 1962 — La Moneda (Монета)
- 1966 — La Mala Anécdota (Скверный анекдот)
- 1970 — La huida (Бег)
- 1976 — La leyenda de Till (Легенда о Тиле)
- 1980 — Teheran-43 (Тегеран-43)
- 1984 — Orilla (Берег), póstuma.

### Guionista
- 1951 — Taras Shevchenko (Тарас Шевченко)
- 1966 — La Mala Anécdota (Скверный анекдот)
- 1970 — La huida (Бег)
- 1975 — Así se templó el acero
- 1982 — Las aventuras del conde Nevzórov
- 1984 — Orilla (Берег), póstuma.
- 1989 — Ley (película) (Закон), póstuma.

## Premios y distinciones
Festival Internacional de Cine de Venecia
| Año  | Categoría                  | Película              | Resultado |
| ---- | -------------------------- | --------------------- | --------- |
| 1961 | Premio especial del jurado | Paz para el que entra | Ganador   |
| 1961 | Premio Pasinetti           | Paz para el que entra | Ganador   |

- Medalla de plata en el Festival Internacional de Cine de Moscú de 1957 por Pável Kocharguin.
- Premio especial del jurado en el Festival de Cine de Toda la Unión de 1978 por La leyenda de Till.
- Premio principal del Festival de Cine de Toda la Unión de 1981 por Teherán 43.
- Premio de Oro y Premio General "Patria" del Festival Internacional de Cine de Moscú de 1981 por Teherán 43.
- Premio principal y Diploma del Festival de Cine de Toda la Unión de 1981 por Orilla.
- Artista del pueblo de la URSS (1983).
- Artista Honorable de la RSFS de Rusia (1965).
- Premio Estatal de la URSS (1985, póstumo) por el Orilla.
- Orden de la Estrella Roja (21 de julio de 1945).
- Medalla por el Servicio de Combate (31 de agosto de 1944, nominado a la Orden de la Estrella Roja.
- Medalla por la Defensa de Stalingrado.
- Medalla de la victoria sobre Alemania en la Gran Guerra Patriótica 1941-1945.